# Notomastus teres
Notomastus teres är en ringmaskart som beskrevs av Hartman 1965. Notomastus teres ingår i släktet Notomastus och familjen Capitellidae. Inga underarter finns listade i Catalogue of Life.